# Crambidia allegheniensis
Crambidia allegheniensis är en fjärilsart som beskrevs av Holland 1903. Crambidia allegheniensis ingår i släktet Crambidia och familjen björnspinnare. Inga underarter finns listade i Catalogue of Life.